# Elsigbach
Elsigbach ist eine Bäuert der Gemeinde Frutigen im Berner Oberland in der Schweiz.

## Lage

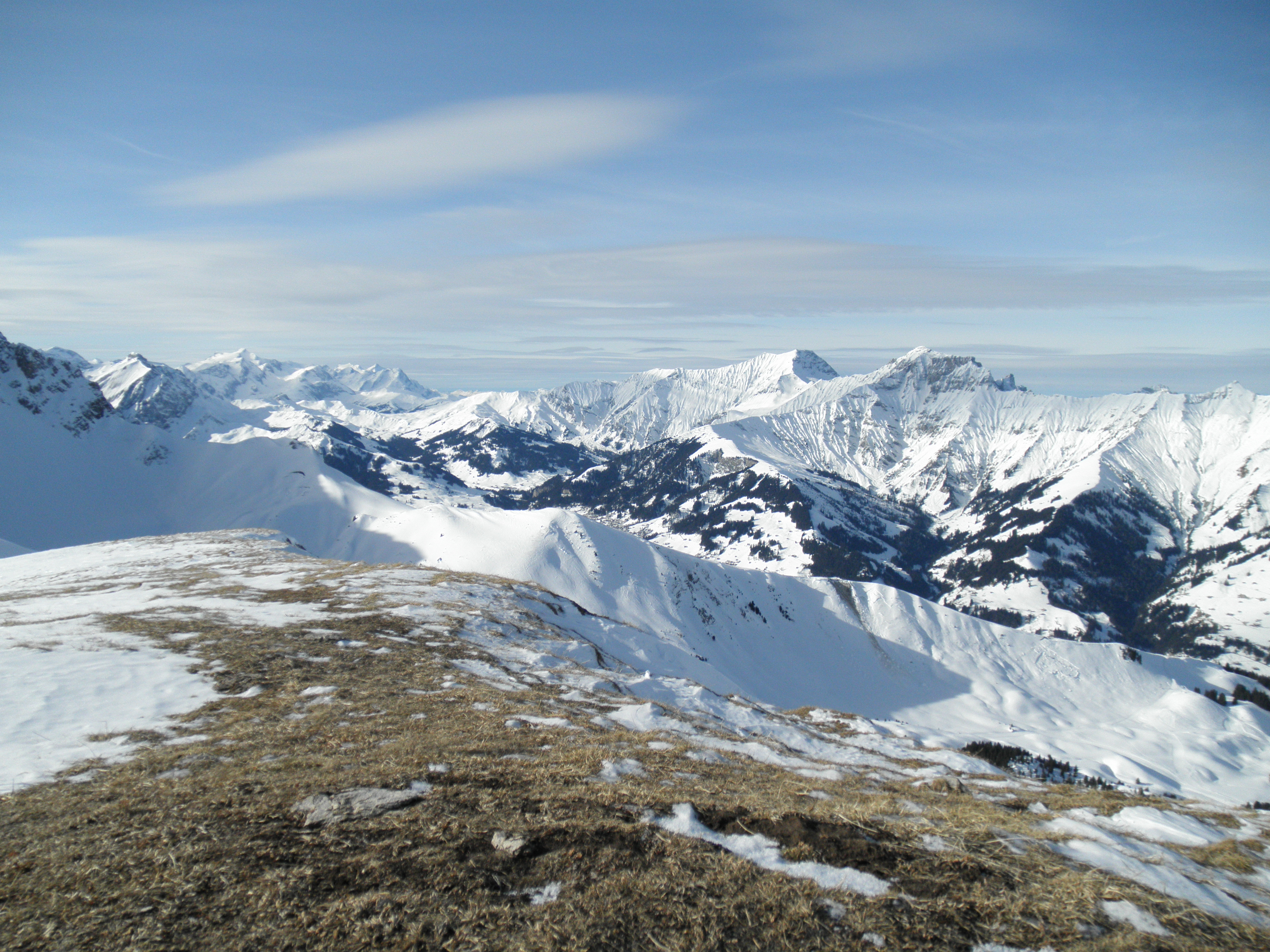
Stand ob Elsigenalp, Blick in Richtung Adelboden mit dem Albristhorn

Elsigbach liegt am Osthang des Engstligentals auf halber Höhe zwischen Frutigen und Adelboden direkt an der Alten Adelbodnerstrasse auf 1319 m ü. M.. Seit Eröffnung der neuen Adelbodnerstrasse in den 1920er Jahren näher am Talgrund, wird Elsigbach nur von der Bäuert Achseten an der Adelbodnerstrasse durch eine ca. 3 Kilometer lange, vorwiegend einspurige und steile Stichstrasse – im Winter mitunter mit Schneekettenpflicht – erschlossen. Im Sommer verbinden auf Anmeldung Busse der Luftseilbahn Elsigenalp Elsigbach mit Achseten, das durch die dortige Haltestelle der Automobilverkehr Frutigen-Adelboden an den öffentlichen Verkehr angeschlossen ist. Auf Verlangen führt der Bus auf das Berggasthaus Höchst auf die Metschalp.

## Wirtschaft und Tourismus
In Elsigbach befindet sich die Talstation der Luftseilbahn auf die Elsigenalp (ca. 1800 m ü. M.), auf welcher Sommer- und Wintersport betrieben werden kann. Dasselbe gilt für die per Fahrstrasse und Skilift erreichbare Metschalp. Elsigbach verfügt daher über eine kleine touristische Infrastruktur (Gasthäuser mit/ohne Beherbergung, Sportartikelverleih). Ein weiterer Erwerbszweig ist die Landwirtschaft.